# Friedrich Gilly
Friedrich Gilly (Altdamm, 16 febbraio 1772 – Karlovy Vary, 3 agosto 1800) è stato un architetto tedesco di origini francesi.
Proveniva da una famiglia francese, ugonotta, che si era trasferita a Berlino verso la fine del XVII secolo; il padre, David Gilly, era stato anch'egli architetto.
Gli esordi di Friedrich furono nell'ambito dell'architettura neogotica, ma in seguito abbracciò la corrente neoclassica.
Visitò l'Inghilterra e la Francia; in Germania divenne professore di ottica e prospettiva.
Malgrado la sua breve carriera, spezzata dalla morte prematura, di Friedrich si ricordano numerosi progetti non realizzati, come quello per il Monumento a Federico il Grande e il Teatro nazionale di Berlino. Il primo, caratterizzato da originali formi prismatiche; il secondo invece risulta estremamente moderno rispetto ai tempi.